# Kościół Matki Bożej Bolesnej w Strudze
Kościół Matki Bożej Bolesnej w Strudze – rzymskokatolicki kościół parafialny pod wezwaniem Matki Bożej Bolesnej, znajdujący się w Strudze w diecezji świdnickiej.

## Historia
Kościół parafialny wzmiankowany w 1305 r. wzniesiony w 1532 r., restaurowany w XVIII w. oraz w latach 1860, 1930, 1969 i 2008–2009. Orientowany, murowany z kamienia łamanego, jednonawowy z prostokątnym prezbiterium. Obok kościoła znajduje się dzwonnica wolnostojąca (wjazdowa na cmentarz), wzniesiona prawdopodobnie w 1532 r., przebudowana w XVIII w. Część dolna jest kamienna, piętro zaś drewniane. We wnętrzu kościoła zachowały się m.in.: siedmiogłosowe organy z XVII/XVIII w., drewniana figura Matki Bożej z Dzieciątkiem (gotyk) z XVI w., obraz olejny na płótnie przedstawiający Matkę Bożą Bolesną z XVIII w.; 14 stacji drogi krzyżowej z XIX w. oraz epitafia:
- Georga von Czettritz (zm. 1545) z herbami szlacheckimi:
  - rodowe (ojcowskie) po lewej, von: Czettritz, Lest
  - matczyne po lewej, von: Reibnitz, Schafgotsch (współczesne)[5].
- Zygmunta von Czettritz (zm. 1541) z herbami szlacheckimi:
  - rodowe (ojcowskie) po lewej, von: Czettritz, Schafgotsch (współczesne)
  - matczyne po lewej, von: Reibnitz, Lest[6].

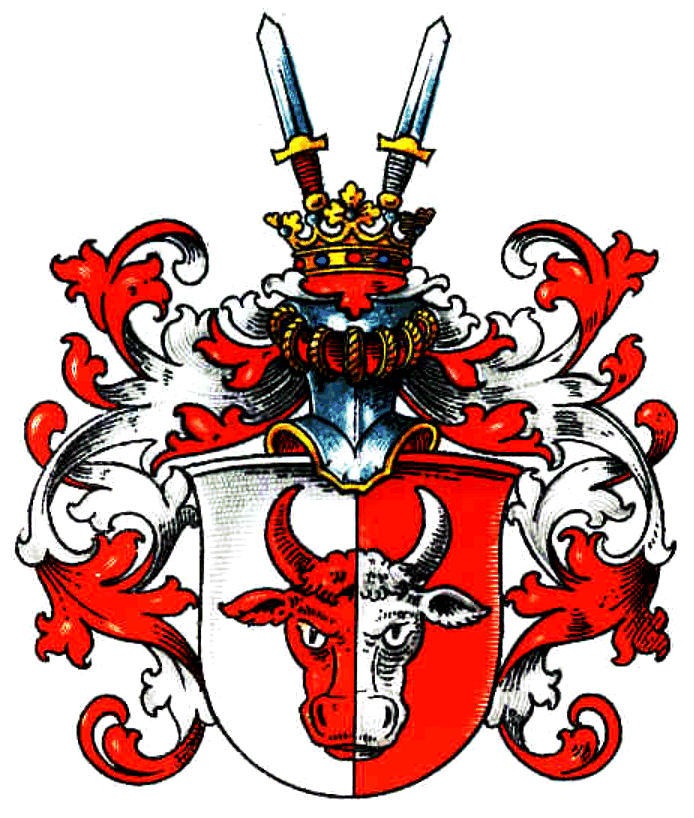
Czettritz
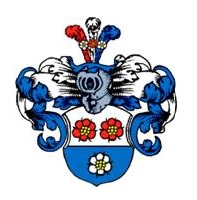
Lest
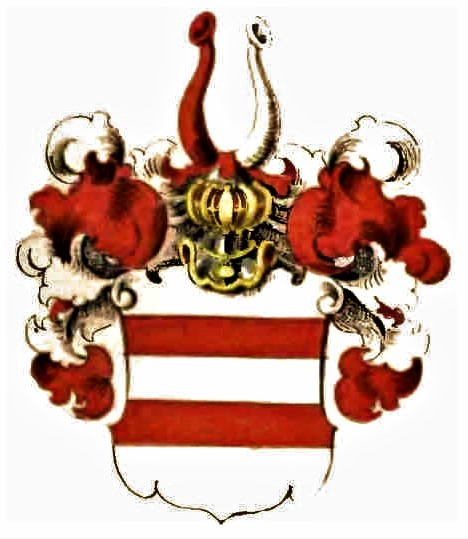
Reibnitz
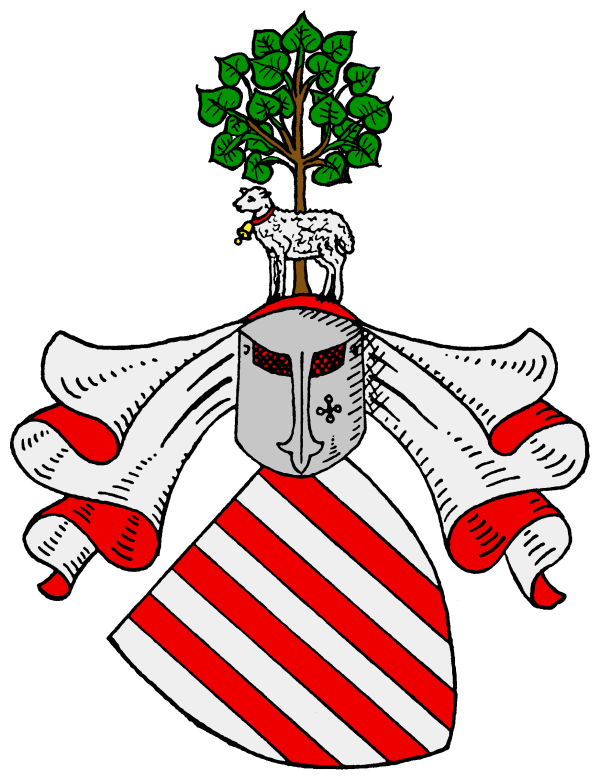
Schaffgotsch